# كنريزي
كنريزي هي جناح إداري في منطقة إيلالا بإقليم دار السلام بتنزانيا. حسب تعداد عام 2002، يبلغ عدد سكان الحي 5811.

## الشوارع
تحتوي كنزيري على أربع شوارع، وهي:
1. كيباجا
2. كانجا
3. زمبيلي
4. كنريزي ميشو